# Gmina Osieczna (Powiat Starogardzki)
Die Gmina Osieczna ist eine Landgemeinde im Powiat Starogardzki der Woiwodschaft Pommern in Polen. Ihr Sitz ist das gleichnamige Dorf (deutsch: Hagenort, kaschubisch: Osécznô).

## Gemeinde
Zur Landgemeinde Osieczna gehören acht Orte (deutsche Namen bis 1945) mit einem Schulzenamt:
- Długie (Dlugie)
- Klaniny
- Krówno (Krowno)
- Osieczna (Hagenort)
- Osówek (Ossoweg)
- Szlachta (Schlachta)
- Zdrójno (Zdroino)
- Zimne Zdroje (Kaltspring)

Weitere Ortschaften der Gemeinde sind
- Bałkany
- Cisiny
- Duże Krówno
- Jastrzębie
- Jeże
- Leśny Dwór
- Owcze Błota
- Parcele
- Pólka
- Nowy Dwór
- Starzyska
- Wiązak

## Verkehr

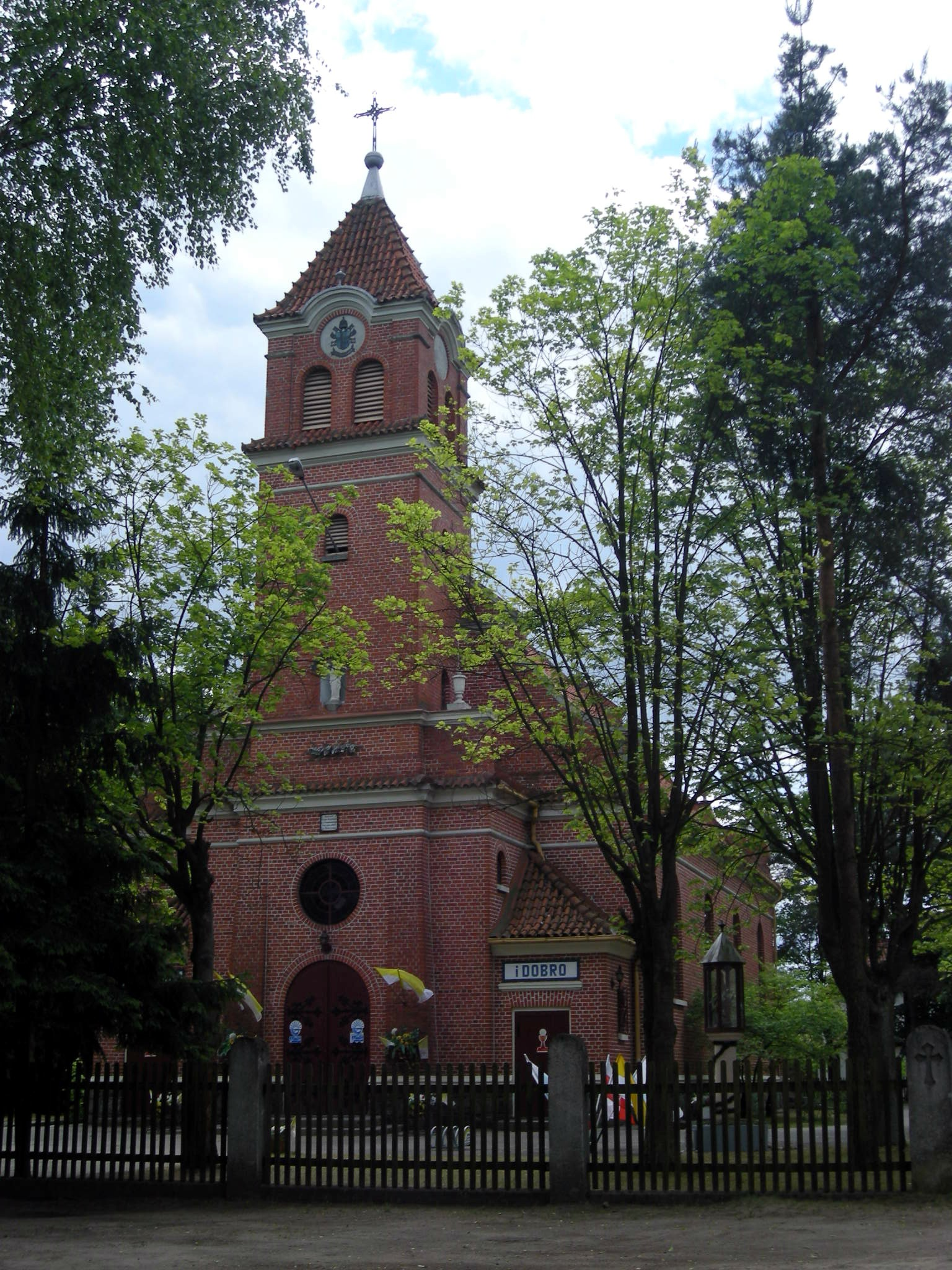
Kirche von Osieczna

Der Bahnhof Osieczna lag an der Bahnstrecke Smętowo–Szlachta. In Szlachta traf sie auf die noch betriebene Bahnstrecke Laskowice Pomorskie–Bąk, von der aus eine Verbindung, früher Gleisdreieck zur Bahnstrecke Nowa Wieś Wielka–Gdynia besteht.

## Persönlichkeiten
- Hans Dühring (1880–1971), Pfarrer; Schüler und Chronist des Gymnasiums Marienwerder